# Joachim Teege
Joachim Teege (* 30. November 1925 in Spremberg; † 19. November 1969 in München) war ein deutscher Schauspieler und Kabarettist.

## Leben
Der Sohn eines Oberstudienrats besuchte die Oberrealschule und begann ein Studium der Literaturgeschichte und Germanistik. Im Zweiten Weltkrieg geriet er in britische Kriegsgefangenschaft, und er beteiligte sich im Lager Ascot an einer Arbeitsgemeinschaft für Hörspiele.
Teege begann seine künstlerische Laufbahn 1945 beim Rundfunk als Sprecher und Autor des German Prisoners Program der BBC (Home Service, London). Zurück in Deutschland, wurde er Regieassistent in der Hörspielabteilung des NWDR und beim RIAS. 1947 absolvierte er daraufhin eine Schauspielausbildung an der Schule des Hebbeltheaters in Berlin und debütierte im selben Jahr auf der Bühne des Theaters am Waldsee als junger Schäfer in Shakespeares Ein Wintermärchen.
1947 wurde er Mitglied des Ensembles am Renaissance-Theater. Weitere Theaterstationen in Berlin waren das Theater am Kurfürstendamm, Theater der Jugend, die Kammerspiele des Deutschen Theaters und die Tribüne am Knie sowie Theater in München und Wien. 1949 und 1950 spielte er unter der Regie von Bert Brecht, Erich Engel und Caspar Neher am Berliner Ensemble in den Stücken Mutter Courage und ihre Kinder, Herr Puntila und sein Knecht Matti und Der Hofmeister. Daneben gehörte Teege 1949 gemeinsam mit Rolf Ulrich, Alexander Welbat und Klaus Becker zu den Gründern des Kabaretts Die Stachelschweine, das zuerst im Jazzkeller „Badewanne“ auftrat. Wegen der oben angeführten Engagements konnte er erst in deren drittem Programm mitspielen, führte jedoch im achten Programm Das Brettl hoch auch Regie (Premiere 7. April 1951).
Seit 1953 erhielt der auffallend hagere Darsteller zahlreiche Rollen in Film und Fernsehen. Aufgrund seines markanten Äußeren waren viele davon im komischen Fach angesiedelt. Er spielte neben Heidelinde Weis in Liselotte von der Pfalz, neben Erwin Linder in Der fröhliche Weinberg nach Carl Zuckmayers gleichnamiger Komödie, neben Curt Goetz einen Zeugen in dessen Gerichtskomödie Hokuspokus (die gleiche Rolle verkörperte er 13 Jahre später neben Heinz Rühmann im gleichnamigen Remake), in Bernhard Wickis Das Wunder des Malachias, im Edgar-Wallace-Krimi Der Bucklige von Soho und neben Gert Fröbe und Terry-Thomas in Tolldreiste Kerle in rasselnden Raketen, einer britischen Komödie nach Motiven von Jules Verne, in der Teege als russischer Spion schließlich unfreiwillig als erster Mensch auf den Mond fliegt.
Daneben arbeitete Teege, der seit 1953 Mitglied der Genossenschaft Deutscher Bühnenangehöriger (GDBA) war, für den Hörfunk (vor allem NWDR und HR). 1962 wurde er Mitglied der Deutschen Akademie der Darstellenden Künste in Frankfurt am Main. Er starb im Alter von 43 Jahren an einem Herzinfarkt. Seine letzte Ruhestätte befindet sich auf dem Münchener Nordfriedhof.

## Filmografie (Auswahl)
- 1948: Die seltsamen Abenteuer des Herrn Fridolin B.
- 1948: Und wieder 48
- 1950: Die lustigen Weiber von Windsor
- 1950: Die Treppe
- 1951: Die Dubarry
- 1951: Kommen Sie am Ersten
- 1952: Ich hab’ mein Herz in Heidelberg verloren
- 1952: Großstadtgeheimnis
- 1953: Hokuspokus
- 1953: Blume von Hawaii
- 1953: Hochzeit auf Reisen
- 1953: Knall und Fall als Detektive
- 1954: Die kleine Stadt will schlafen gehn
- 1955: Mutter Courage und ihre Kinder
- 1955: Der Frontgockel
- 1955: Ich weiß, wofür ich lebe
- 1955: Drei Tage Mittelarrest
- 1956: Wenn wir alle Engel wären
- 1959: Napoleon in New Orleans
- 1960: Der Hauptmann von Köpenick
- 1961: Der fröhliche Weinberg
- 1961: Die Nashörner
- 1961: Inspektor Hornleigh greift ein…: Zwei Stühle mit Vergangenheit
- 1961: Das Wunder des Malachias
- 1961: Ein schöner Tag
- 1963: Die Spieler
- 1963: Der arme Bitos
- 1964: Tonio Kröger
- 1964: Der Apollo von Bellac
- 1964: Meine Nichte Susanne
- 1965: Der König stirbt
- 1965: Klaus Fuchs – Geschichte eines Atomverrats
- 1965: Hokuspokus oder: Wie lasse ich meinen Mann verschwinden...?
- 1966: Der Bucklige von Soho
- 1966: Liselotte von der Pfalz
- 1966: Der gute Mensch von Sezuan – Fernsehspiel, SDR/SWR, Regie: Fritz Umgelter
- 1966: Bel Ami 2000 oder Wie verführt man einen Playboy
- 1967: Tolldreiste Kerle in rasselnden Raketen (Jules Verne’s Rocket to the Moon)
- 1967: Das Rasthaus der grausamen Puppen
- 1967: Herrliche Zeiten im Spessart
- 1967: Der Renegat
- 1968: Zum Teufel mit der Penne
- 1968: Antonia
- 1968: Der vielgeliebte Brotonneau
- 1968: Von unten hervor
- 1969: Rebellion der Verlorenen (TV-Dreiteiler)
- 1969: Werkbeispiele
- 1969: Der Tanz des Sergeanten Musgrave
- 1970: Die 13 Monate
- 1970: Am Ziel aller Träume